# State Farm Arena
State Farm Arena è un palazzetto dello sport situato ad Atlanta (Georgia), costruito sul sito del vecchio Omni Coliseum. Completato nel 1999, l'impianto ospita le partite casalinghe della franchigia NBA degli Atlanta Hawks, ma fino al 2011 era anche la casa della squadra di NHL degli Atlanta Thrashers.
È di proprietà amministrativa della Atlanta Spirit, LLC, il gruppo di investitori che possiede anche la squadra degli Atlanta Hawks.
L'arena ha ospitato due pay-per-view della WWE (Royal Rumble 2002 e Backlash 2007), oltre a diversi episodi di Raw e SmackDown!. È stata inoltre la sede dell'NBA All-Star Game del 2003 e avrebbe dovuto esserlo anche per l'NHL All-Star Game del 2005; tuttavia, a causa del lockout che portò alla cancellazione della stagione 2004-2005, la partita non fu mai disputata.